# Abdul Wahid Noorzai
Abdul Wahid Noorzai (auch Abdul Hamid Noorzai; * 21. September 1993 in Afghanistan) ist ein afghanischer Fußballspieler, der seit 2012 bei De Maiwand Atalan spielt.

## Karriere
Wie die meisten anderen Spieler in der Afghan Premier League 2012, wurde auch Noorzai in der Fußballcastingshow Maidan e Sabz entdeckt und unterschrieb einen Vertrag bei De Maiwand Atalan. Sein Debüt feierte er am 18. September 2012 beim 3:1-Sieg gegen Shaheen Asmayee, wo Noorzai ein Tor zum 2:0 erzielte. Im zweiten Spiel gegen De Abasin Sape (3:0) erzielte er ebenfalls ein Tor, wie auch im letzten Gruppenspiel gegen De Spinghar Bazan (1:1). Somit schoss er als einziger Spieler neben Hamidullah Karimi in allen Gruppenspielen mindestens ein Tor. Am Ende der Saison wurde De Maiwand Atalan Dritter.
Im Dezember 2018 wurde Noorzai erstmals für die B-Nationalmannschaft Afghanistans für das Freundschaftsspiel gegen Pakistan am 25. Dezember 2018 nominiert, blieb aber ohne Einsatz.

## Erfolge
- 3. Platz 2012

| Personendaten    | Personendaten               |
| ---------------- | --------------------------- |
| NAME             | Noorzai, Abdul Wahid        |
| ALTERNATIVNAMEN  | Noorzai, Abdul Hamid        |
| KURZBESCHREIBUNG | afghanischer Fußballspieler |
| GEBURTSDATUM     | 21. September 1993          |
| GEBURTSORT       | Afghanistan                 |